# All-Ireland Senior Football Championship 1964
L'All-Ireland Senior Football Championship 1964 fu l'edizione numero 68 del principale torneo di calcio gaelico irlandese. Galway batté in finale Kerry, come l'anno successivo, ottenendo la quinta vittoria della sua storia.

## Semifinali
| Dublino 9 agosto 1964 | Galway | 1-08 – 0-09 | Meath | Croke Park |

| Dublino 23 agosto 1964 | Kerry | 0-10 – 0-07 | Cavan | Croke Park |

### Finale
| Dublino 27 settembre 1964, ore 15:30 BST | Galway              | 0-15 – 0-10 | Kerry | Croke Park (76498 spett.)\| Arbitro: \| J. Hatton (Wicklow) \| |
| Arbitro:                                 | J. Hatton (Wicklow) |             |       |                                                                |